# Conrado San Martín
Conrado San Martín Prieto (Higuera de las Dueñas, Ávila, 20 de febrero de 1921-Madrid, 24 de abril de 2019) fue un actor y productor cinematográfico español.

## Biografía
Antes de iniciar su carrera como actor se dedicó a estudiar y al boxeo aficionado. Su primer papel en el cine se remonta a 1941 en la película Oro vil, de Eduardo García Maroto. Trabajó en más de 90 películas. Fue galardonado con la Medalla de Oro de las Bellas Artes que le impuso S.M. el Rey Don Juan Carlos I.
A lo largo de la década de los cuarenta compaginó teatro (en la Compañía de Cayetano Luca de Tena) y cine, interpretando papeles en clásicos como El fantasma y Doña Juanita (1944), de Rafael Gil, Los últimos de Filipinas (1945), de Antonio Román, La princesa de los Ursinos (1947), de Luis Lucia, La Lola se va a los puertos (1947) o Locura de amor (1948), ambas de Juan de Orduña.
En 1950 protagonizó Mi adorado Juan, de Jerónimo Mihura, y Apartado de correos 1001, de Julio Salvador, un thriller de gran éxito en su momento, que le permitió especializarse en el género y ponerse al frente del reparto de decenas de películas a lo largo de la siguiente década, bajo la dirección de Pedro Lazaga (La patrulla), Antonio Isasi-Isasmendi o Jesús Franco. Interpretó también Lo que nunca muere (1955), adaptación cinematográfica del popular serial radiofónico de Guillermo Sautier Casaseca y Faustina (1957), de José Luis Sáenz de Heredia, entre otras.
Creó su propia productora, Laurus Films. Más tarde se dedicó a las coproducciones y además intervino en varios spaghetti western trabajando junto a Henry Fonda y Claudia Cardinale. Realizó buenas interpretaciones en producciones internacionales con importantes directores como Rey de reyes (1961), de Nicholas Ray y El coloso de Rodas (1961), de Sergio Leone.
Tras casi una década apartado de la interpretación (como empresario intervino en la creación de Puerto Banús en Marbella) se puso de nuevo ante las cámaras a finales de los setenta, y desde entonces compaginó la televisión (Juanita, la larga, 1982, Proceso a Mariana Pineda, 1984, Goya, 1985; Los jinetes del alba, 1990, Hermanos de leche, 1994-1995, etc.), con el cine (Asesinato en el Comité Central, 1982, de Vicente Aranda; Extramuros, 1985, de Miguel Picazo; Dragon Rapide, 1986, de Jaime Camino; A solas contigo, 1990, de Eduardo Campoy, La mujer de mi vida, 2001, de Antonio del Real, etc.). A los 80 años regresó al teatro en Madrid, demostrando su saber hacer en la obra (Doce hombres sin piedad, 2001).
Además de la Medalla de Oro de las Bellas Artes, obtuvo los premios del Círculo de Escritores Cinematográficos (en 2003) y Fotogramas de Plata (1997), en ambos casos por el conjunto de su carrera.

## Filmografía
- 1941 Oro vil
- 1942 Los misterios de Tánger
- 1945 Los últimos de Filipinas
- 1945 A los pies de usted
- 1945 Espronceda
- 1946 Chantaje
- 1947 Don Quijote de la Mancha:  Segundo Caballero (no aparece en los créditos)
- 1947 La calumniada
- 1947 La Lola se va a los puertos:  Marinero 2
- 1947 Fuenteovejuna:  Caballero
- 1947 La princesa de los Ursinos:  Capitán de frontera
- 1947 La nao Capitana:  Soldado (no aparece en los créditos)
- 1947 Dulcinea: Soldado manco
- 1948 El verdugo
- 1948 Locura de amor:  Hernán
- 1948 El huésped de las tinieblas:  Casado
- 1948 El alarido
- 1948 Alhucemas:  Abelardo Sánchez
- 1949  Despertó su corazón :  Ricardo Fernández García
- 1949 En un rincón de España:  Ian Eminowicz
- 1949  Siempre vuelven de madrugada :  Andrés
- 1949  Pacto de silencio :  Carlos Ferrer
- 1949  La manigua sin dios
- 1950  El señorito Octavio :  Octavio
- 1950  La fuente enterrada :  Doctor Vendrell
- 1950 Apartado de correos 1001:  Miguel
- 1950  El pasado amenaza
- 1950  Un soltero difícil :  Ramón de Almiñate
- 1950 Mi adorado Juan:  Juan
- 1951  Duda:  Enrique Villar / Payá
- 1952  La forastera :  Andrés
- 1954  Relato policíaco :  Inspector jefe
- 1954  La patrulla :  Enrique
- 1954  El duende de Jerez :  'Burguillos', Duende de Jerez
- 1955  Sin la sonrisa de Dios :  Ponte
- 1955  Contrabando :  Henchman
- 1955 Lo que nunca muere:  Carlos
- 1956  Pasión en el mar :  Carmelo
- 1957 ...Y eligió el infierno
- 1957  Juanillo, papá y mamá:  Eduardo
- 1957  Faustina :  Capitán Guillermo Balder
- 1957 Su desconsolada esposa:  Antonio Retama Cantueso
- 1958  Pasión bajo el sol
- 1958  La rebelión de los gladiadores (no aparece en los créditos)
- 1958   Muchachas en vacaciones :  Don Luis
- 1959  Las legiones de Cleopatra :  Gotarzo (como Corrado Sanmartin)
- 1960  La rosa roja
- 1960  Nada menos que un arkángel:  Paco
- 1961  Rey de reyes :  General Pompey
- 1961  Los mercenarios :  Capitán Lucio Di Rialto (como Corrado Sanmartin)
- 1961  El Coloso de Rodas :  Tireo / Thar (como Conrado Sanmartin)
- 1962  Gritos en la noche:  Inspector Tanner
- 1963  El Duque Negro (César Borgia) :  Riccardo Brancaleone
- 1964  Combate de gigantes :  Mariner
- 1964 La muerte silba un blues:  Alfred Pereira
- 1964 El puente de los suspiros:  Capitán Altieri
- 1965  Cotolay :  Juan de Florencia
- 1965  Plazo para morir :  Duke Buchanan (como Conrado Sanmartin)
- 1965  Persecución a un espía :  Comandante Luis Moreno
- 1966 Técnica de un espía:  Otis
- 1966 ¡Qué noche, muchachos! :  Teodoro
- 1967  Winchester Bill :  Ted Shaw
- 1967 El cobra
- 1967 Los largos días de la venganza:  Mr. Cobb
- 1969  Simón Bolívar :  General José Antonio Fuentes
- 1969  Un hombre solo
- 1977  Vota a Gundisalvo :  José Ufarte
- 1977  Curro Jiménez (TV) : Don Juan de Guzmán
- 1976  La menor
- 1971 ¡Agáchate, maldito!!
- 1981  Toda una vida (TV) : Roque - Episodio #1.3 (1981) ... Roque - Episodio #1.2 (1981) ... Roque - Episodio #1.1 (1981) ... Roque
- 1982  Hablamos esta noche :  Ballester
- 1982  Asesinato en el Comité Central :  Santos
- 1982  Juanita la Larga (TV) :  Don Paco
- 1983  La bestia y la espada mágica :  Salom Jehuda
- 1983  Los desastres de la guerra (miniserie TV):  General Cuesta - Episodio #1.2 (1983) ... General Cuesta
- 1983  La conquista de la tierra perdida (Conquest) :  Zora
- 1984  Proceso a Mariana Pineda (miniserie TV) :  Advocat Defensor
- 1984  Poppers :  Álex (como Conrado San Martin)
- 1984  De mica en mica s'omple la pica :  Romagosa
- 1984  Al este del oeste :  Alcalde, Padre de Margaret (como Conrado San Martin)
- 1985  Marbella, un golpe de cinco estrellas :  Juez
- 1985  A la pálida luz de la luna :  Arturo (como Conrado San Martin)
- 1985 Extramuros
- 1985  Réquiem por un campesino español:  Obispo
- 1985  Goya (miniserie TV)  - La Cucaña (1985)
- 1985  La huella del crimen (serie TV) :  Presidente del Tribunal
- 1985  Un, dos, tres... ensaïmades i res més :  José Mª López
- 1986 Dragón Rapide:  Coronel Monóculo
- 1986  Tristeza de amor (serie TV)
- 1986 La monja alférez
- 1986  Segunda enseñanza (serie TV)
- 1987  La veritat oculta :  Adrià Messeguer (como Conrado San Martin)
- 1987  Redondela
- 1988  Al acecho
- 1988  El último guateque II :  Padre de Juan José
- 1988  Al filo del hacha
- 1988  Gallego
- 1989  Primera función (serie TV)
- 1989 Pedro I el Cruel:  Conde Luna
- 1990  Superagentes en Mallorca :  El Súper
- 1990  Los jinetes del alba (serie TV) :  El médico
- 1990  Muerte a destiempo (serie TV)
- 1990  A solas contigo :  Almirante La Huerta
- 1990  Boom Boom :  Sr. Amat
- 1990 Brigada central:  Presidente
- 1991  El oro y el barro (serie TV) :  Don Lucas de Madariaga - 92 episodios
- 1993  Cartas desde Huesca :  Sesé
- 1994  Tiempos mejores :  Llorens
- 1994  Los ladrones van a la oficina (serie TV)
- 1994-1995  Hermanos de leche (serie TV)
- 1995  Felicidades, Tovarich :  Amigo del abuelo
- 1995  Dile a Laura que la quiero :  López
- 1995  La regenta (miniserie TV)
- 1994-1995 Canguros (serie TV)  - Sí quiero, ¿o no? (1995) - Caído del cielo (1994)
- 1996 Juntas pero no revueltas (serie TV): Papuchi (como Conrado San Martin)
- 1997 Kety no para (serie TV)
- 1997 La casa de los líos (serie TV): Estefan
- 1998 Una de dos (serie TV):  Tío Jaime
- 2000 La ley y la vida (serie TV)
- 2000 Maestros
- 2000 Raquel busca su sitio (serie TV):  Fabián
- 2001 La mujer de mi vida:  Dionisio
- 2001 El paraíso ya no es lo que era:  Padre Mª Ángeles
- 2002 Paraíso (serie TV):  Enrique
- 2004 ¿Se puede? (serie TV)
- 2005 Un paso adelante (serie TV)
- 2008 La bella Otero (miniserie TV):  Raul, en Niza
- 2015 Vampyres:  Marido

## Premios
Medallas del Círculo de Escritores Cinematográficos
| Año  | Categoría       | Resultado |
| ---- | --------------- | --------- |
| 2002 | Premio homenaje | Ganador   |